# 일본의 경제사
일본의 경제사(일본어: 日本の經濟史)는 일본의 경제 활동 역사에 대한 설명한다.
현재 일본은 GDP기준 세계 3위, 구매력평가 GDP(PPP)기준 세계 제 3의 경제대국이며 미국, 독일, 중화인민공화국에 이어 세계 제 4의 무역대국이다.

## 전국 시대
일본의 경제 대국 역사는 전국 시대 (1467년~1603년)로 거슬러 올라간다. 일본은 15세기 귀금속들(특히 금)이 많이 생산되어 최초로 신항로를 개척한 포르투갈 상인들에 의해 「황금의 나라 지팡구」라고했다. 그 덕에 일본은 전 유럽국가에 알려지게 되었고, 몰려들어온 유럽의 상선대들과의 교역을 통해 일본은 막대한 부를 축척하였다.

## 도쿠가와 시대
도쿠가와 시대 (1603년~1868년)의 경제 절정기인 1720년 무렵(이 시기를 겐로쿠 시대라고 부른다)에 일본의 전 인구는 3200만 명, 막부가 위치하였던 에도의 인구는 100만 명, 교토시와 오사카시의 인구는 40만 명을 돌파한다. 이때 일본인들이 만든 우수한 품질의 공예품과 회화들이 서유럽에 유입되어 서구 예술계에서 통칭 일본주의(Japanism)를 일으키기도 하였다.
그러나 호황기가 끝나면서 생산이 위축되고 흉작에 의해 기근이 발생하여 일본 농민들이 전국에서 폭동(잇키라고 부른다)을 일으키고 일본의 경제는 혼란에 빠지게 된다.

## 제국 시대
제국 시대 (1868년~1945년)의 일본 경제는, 메이지 정부 "부국 강병"(富國強兵)정책에서 시작되었다. 메이지 정부는 외국인 강사 (고용 외국인)를 초빙하여 철도의 건설과 서양식의 공장 건설을 추진했다. 제국 시대에는 비단이 외화 획득 산업으로 중요시되고, 군함 보유 수가 경제 지표가 되어 있었다. 또한 공업이 경제 기반인 지역도 있었다.
일본은 근대화에 착수한 지 반세기 후에도 여전히 농업에 경제를 의존하는 농업국이었다. 1900년, 일본 인구의 70%는 여전히 농업에 종사하고 있었고, GDP의 40%는 1차 산업으로부터 창출되었었다. 그러나 침략 전쟁의 지속적 수행 결과로 중공업과 운수업이 크게 발달하였다. 1928년에는 농업이 GDP에서 차지하는 비중이 20%까지 떨어졌다. 1931년의 만주사변 이후로 일본 제국 내의 타지역에 대한 투자가 늘어났다.
중일 전쟁, 태평양 전쟁 이후로 전쟁물자 원료에 대한 수요가 늘어나자 대규모의 석탄개발이 중국에서 이루어졌으며, 석유 수급이 미얀마와 네덜란드령 동인도에서, 식량자원 수급이 필리핀과 타이 등에서 이루어지는 등 일본 제국의 동남아시아에서의 경제적 개발과 수급이 박차를 가했다.
다음은 1934년의 일본의 무역품목과 무역 비중이다.
| 수출품    | 수출 비중 | 수입품    | 수입 비중 |
| --------- | --------- | --------- | --------- |
| 섬유류    | 57.6%     | 섬유 원료 | 39.8%     |
| 기계류    | 3.1%      | 석유      | 6.2%      |
| 어패류    | 3.1%      | 철강      | 4.5%      |
| 철강      | 2.6%      | 비료      | 4.1%      |
| 금속 제품 | 2.3%      | 고철      | 3.1%      |
| 도자기    | 1.7%      | 기계류    | 3.0%      |
| 기타      | 29.9%     | 고무      | 2.4%      |
|           |           | 펄프      | 2.2%      |
|           |           | 콩        | 2.1%      |
|           |           | 석탄      | 2.0%      |
|           |           | 목재      | 1.9%      |
|           |           | 밀        | 1.6%      |
|           |           | 기타      | 25.7%     |

## 국민주권 시대
국민주권 시대(1945년~현재)는 "Made in Japan"과 "일본의 다국적 기업"이 세계를 석권하고, 일본이 "경제 대국"으로 오른 시대이다.

### 경제 부흥기
일본은 GHQ로부터 해방된 이후 경제재건에 매진했다. 한국 전쟁과 베트남 전쟁 특수를 통해 벌어들인 외화들과 미국의 19억$어치의 지원, 그리고 미국과의 안보동맹, 그리고 일본식 노동 윤리와 교육열등 문화적 요인 등으로 인해 빠르게 발전하였다. 1953년에서 1965년 사이 일본의 평균 경제 성장률은 9%였다. 이 시기 일본은 수입대체산업을 중점으로 육성하여 무역적자를 줄이는 경제 전략을 채택하였다. 1965년에서 1970년에는 평균 성장률이 8%로 올랐으며, 부동산, 직물, 정보, 반도체 산업 등이 호황세를 타기 시작하였다.

### 산업 발달기
일본은 현재 제조업에 있어서 세계 최선두의 국가이다. 그러나 60년대까지만 해도 일본의 제품은 세계 시장에서 3류의 취급을 받았다. 이러한 인식을 바꾸게 한 것이 혼다의 오토바이였다. 그것은 당시 일본을 패전국의 이미지로 그리던 미국인들의 사고방식을 바꾸는 데 공헌했다. 현재 일본 제일의 자동차 메이커인 도요타는 1951년엔 대략 300여대만을 미국에 수출했었으나, 1973년에는 유럽 메이커들을 제치고 미국시장 제 1의 자동차 수출기업이 되었다.
일본 제조업이 빠르게 발달한 요인은 품질 관리 기법에 있었다. 대표적인 예로 도요타의 도요타 방식(Toyotaism)은 구시대적 소품종 대량생산 방식인 포디즘(Fordism)이 지배하는 제조업 세계를 무너뜨리고 유행을 탔다. 이 때문에 일본의 기술적 진보속도는 하루가 다르게 빨라졌고, 미국마저 일본 수출품에 대한 규제를 가하지 않으면 안 될 수준이 되었다.

### 경제 호황기
1985년의 플라자 합의 이후 엔화가치가 기존의 2배 수준으로 평가절상되자, 일본 경제에 대량의 거품이 발생한다. 이를 ‘거품경제시대’라고 한다. 1986년에서 1991년 사이의 평균 경제 성장률은 4.5%로 높은 수준이었으나, 1992년부터 1.7%로 추락하고 닛케이 지수가 10,000포인트 급락하는 등 경제불황의 조짐이 보였다. 1989년 일본은행(BOJ)이 금리를 끌어올린 사건이 최종요인이 되어 버블이 깨지고 일본 경제는 침체를 거듭하게 된다.

### 경제 불황기
1992년부터 일본경제는 장기 침체를 겪어왔는데 이 시기를 70년대 남미의 장기 침체 상황을 일컫는 용어를 본따 ‘잃어버린 10년’이라고 부르기도 한다. 일본 경제는 2001년까지 회생의 기미를 보이지 않았으나, 고이즈미 준이치로 총리의 금융 개혁과 우정 개혁, 대학-기업 합자 법인 설립 합법화 등의 경제 활성화 정책에 힘입어 다시 활기를 띠기 시작했다.

### 경제 회복기
2012년에 집권을 시작한 아베 신조는 아베노믹스를 발표했는데,  여기서 세 개의 화살이라는 목표가 있었다. 그것은 대담한 통화정책, 기동적 재정정책, 거시적 구조개혁이었다.
아베노믹스를 시행한 결과, 일본의 경기가 살아나는 효과가 나타났다. 일본 기업의 수출은 증가하고, 오랜만의 호황에 일본 기업들은 반색했으며, 일본 주식시장의 주가도 상승했다. 닛케이 지수가 아베노믹스의 시행 이후로 사상 최고치(당시)를 갱신하기도 했다.
아베노믹스 시행 이후 7년동안 일본은 20년 내내 겪던 마이너스 물가상승을 극복해 높지는 않아도 1% 부근의 물가상승률을 구가하고 있으며 경제성장률 또한 잠재성장률 이상인 상태였다.
2020년 11월 닛케이 지수가 1991년 이후 25년만에 최대치인 25500에 도달하였다.
2023년부터는 일본의 경제가 비교적 호황을 보이고 있다.
2023년 이후의 명목 경제 성장률은 3% 이상을 기록했으며(2023년: 5.6%, 2024년: 3.0%, 출처: 내각부), 사상 최초로 명목 GDP가 600조엔을 넘었고, 닛케이 지수는 2024년에 최초로 닛케이 지수 역대 최고치(38915엔)과 4만엔을 돌파했으며, 일본 기업들의 임금인상률(렌고 기준)은 5%를 기록했고, 해외로부터(AI, 반도체 관련 기업) 50조엔 이상의 투자를 국내에 유치하는 데 성공하는 등 여러 지표에서 호조를 보이고 있다.

## 같이 보기
- 일본의 경제
- 요시다 독트린 - 일본의 안보 문제는 미국에 의존하는 한편, 군사적 예산은 최소한의 비용만을 지출, 경제발전에 국가 역량을 집중하는 정책
- 냉전
  - 트루먼 독트린
  - 역코스